# 寺内貫太郎一家
『寺内貫太郎一家』（てらうちかんたろういっか）は、1974年にTBS系列の水曜劇場枠で放送され、平均視聴率31.3%を記録したテレビドラマ。昭和の東京下町、石屋を営む一家とそれを取り巻く人々との人情味溢れる毎日を、コメディータッチで描いた。向田邦子脚本、久世光彦プロデュース、小林亜星主演。1974年第7回テレビ大賞受賞作品。

## 概要
東京の下町、台東区谷中 で三代続く手彫りが売りの「寺内石材店（通称「石貫」）」を舞台に、納得できないことがあると家族に限らず街の学生や来客などに手を上げたりと短気で喧嘩っ早いが、温かくて懐が深く面倒見もいいため憎まれずに慕われる昔ながらの下町の頑固親父「寺内貫太郎（小林亜星）」を中心とした家族やご近所さんとの触れ合いを描いたホームドラマ。しかし「死」や「孤独」、「老い」、もう一歩踏み込んだ「闇」の部分も描かれており、単なる人情喜劇の一言では片付かない作品。
全般的に時折アドリブも展開しつつ、何故か寺内家の本日の献立がテロップで出たり「キタネエなあ！バアちゃん！」のようなきん（悠木千帆）と周平（西城秀樹）のお決まりの掛け合いも楽しい食卓や、貫太郎と周平らとの大喧嘩（西城はこのシーンで実際に腕を骨折して入院）や、きんが沢田研二のポスター を見て身悶えながら「ジュ～リィ～！」と叫ぶシーンなどが話題になった。また、タメ（左とん平）と岩（伴淳三郎）の喜劇役者同士の作業場での掛け合いも妙味。
2の第10話の食卓シーンでは中央上部にガンマイクがはっきりと映りこんだり、第24話では酔った節子（風吹ジュン）の下着も映ってしまったもののNGにせず、そのままOAされている。
平成になってからも、主な出演者が『東京電話』（東京通信ネットワーク）のCMに起用されたり、舞台でも公演され、新たにTVドラマスペシャルも3本作られるなど、その人気の根強さがうかがえた。また、寺内貫太郎の役柄そのままに、小林亜星が全優石のCMに起用された。
新・寺内貫太郎一家は10年前に他界した脚本の向田邦子に捧ぐと冒頭でテロップが出る。

2から16年経ち（家族構成もやや変更しながらも）きんは他界し、貫太郎の子どもたちにはそれぞれの悩みが。

しかし最大の違いは貫太郎がめっきり大人しくなったこと。年を取ったのかと思うとそれだけではなかった。
2000ではきんが復活し、序盤の貫太郎と周平の親子げんかに2の第1話の悪夢(上記の西城の骨折)も視聴者には鮮やかに蘇ったが、四半世紀の月日の関係か当時のスピード感は無く怪我には至らず胸を撫で下ろした。その分豪快なちゃぶ台返しを貫太郎が見せた。そして終盤での親子げんかでは今度は周平がちゃぶ台返しをやった。

時代の流れと共に食卓に掲げられている書が「初志貫徹」から「時代錯誤」に、食卓脇の黒電話もデジタルのコードレス子機に変わっている。
BS12トゥエルビで「寺内貫太郎一家」は2018年1月4日 - 3月14日、「寺内貫太郎一家2」は2020年10月22日 - 2021年2月4日、単発スペシャル第1弾の「新・寺内貫太郎一家」は2021年2月11日、第3弾の「寺内貫太郎一家2000」は2021年2月18日に再放送された。城島茂や竹内結子が出演した第2弾の「寺内貫太郎一家98秋」だけは再放送されなかった。

## シリーズ作品・登場人物

### 水曜劇場・寺内貫太郎一家
放送期間
- 1974年1月16日 - 1974年10月9日　全39話

出演
- 寺内貫太郎：小林亜星

主人公　53歳　寺内家の亭主・石頭で典型的な頑固親父
- 寺内里子：加藤治子

貫太郎の妻　和服姿でいつもテキパキ働いている
- 寺内静江：梶芽衣子

寺内家の長女　23歳　4歳の頃の怪我がもとで左足を引きずっている。
- 寺内周平：西城秀樹

寺内家の長男　大学浪人中で何かにつけて貫太郎と衝突する（原作では西城秀樹に似ていると書かれている）
- 寺内きん：悠木千帆(樹木希林)

貫太郎の実母　70歳　新潟県出身
もともとは寺内家の奉公人としてやってきたが、三代目貫太郎に見初められ結婚。
沢田研二の大ファンで、自室のポスターを見つめファイティングポーズのような両手をグーにした格好で左右に振りつつ「ジュ～リィ～」と、時には激しく時には切なく呟くのがお約束（子どもを中心とした多くの視聴者が真似、さらには沢田本人のコンサートに悠木を乱入させて披露するなど大流行した。）
- 相馬ミヨコ（相馬美代子）[注釈 5][注釈 6]：浅田美代子

寺内家のお手伝い（新潟から上京）
高校3年の5月に母を亡くして親戚に引き取られたが、家計の悪化により高校を中退している。
- 岩さん（倉島岩次郎）：伴淳三郎

「石貫」の職人（石工）　66歳（山形出身で職人歴50年のベテラン。大阪に息子夫婦がいる）
基本的に貫太郎からの信頼は厚いが、頑固な性格のため似た性格の貫太郎と大ゲンカになることも。静江や周平が落ち込んだときに気配りをすることもある。若い頃は、きんに想いを寄せて求婚したこともあったらしい。
- タメさん（榊原為光）：左とん平

「石貫」の職人（石工）（女好きのお調子者でいつも貫太郎に啖呵を切っては痛い目に遭う）
安アパートに岩次郎と同居している。独身生活が長く、あまり幸せでない家庭で育ったため、家族の愛情に憧れている。
- ウス：三浦寛二（第18話～）

「石貫」の職人（石工）で花くまの知り合い
- 花くま：由利徹

「石貫」の向かいにある花屋「花くま」の主人（独身）　
- 上条裕也：藤竜也

静江の恋人（子持ちでバツイチ）
- 上条マモル：芦沢竜介

上条の連れ子（フィンガー5玉元妙子のファン）
- 秋本幸子：吉行和子

上条と別れた元妻（しゃぶしゃぶ屋に勤務）
嫁姑問題のもつれから離婚、姑の希望からマモルとは引き離された。その後姑が他界したこともあり、上条やマモルには未練を抱いている。ひと月に一度、マモルと会えることになっているが、我が子恋しさから上条の留守に約束を破って、さつき荘を訪れ、静江を困惑させたこともあった。
- お涼：篠ヒロコ

貫太郎や岩さん達がよく利用する居酒屋「霧雨」のおかみ
- 倉田：横尾忠則

居酒屋「霧雨」の常連客で謎多き男（岩さん、タメなどから「だんまり兄さん」と呼ばれている）
- 諏訪チエコ：加茂さくら

居酒屋「霧雨」の常連客（岩さん、タメのアパートの隣人）
- 毛利：毛利久（渋谷森久）

居酒屋「霧雨」の常連客（洋服屋を営む）
- マユミ：いけだももこ

周平のガールフレンド
- きみ子：藤園貴巳子

居酒屋「霧雨」の従業員
- 雄さん：伊藤高
- 金子みさ：野村昭子

さつき荘（上条の住むアパート）の管理人
上条と静江の仲を応援してはいるが、付き合いの長さから幸子との付き合いのほうに重点を置いている。甘いもの好きで、ポケットには常に菓子が入っている。
- 寺内貫次郎：谷啓

貫太郎の腹違いの弟（豆腐屋経営）
第26話で豆腐屋が火事となり登場（実際は、谷のほうが早生まれだが、亜星と同い年）
- ふみ子：浅茅しのぶ

貫次郎の妻（第26話より）
- 京子：市地洋子

貫次郎の長女（第26話より）
- 和夫：白石浩司

貫次郎の長男（第26話より）
ゲスト
第1話
- 三郎：堺正章

第2話
- 井上夫妻：東大二朗、林さち子

第3話
- 坂田：鈴木勇作

第5話
- 花風親方：田子ノ浦忠雄

第6話
- 松平先生：中村泰士

第7話
- 春菊：児島美ゆき
- しめじ：小桜京子
- 金とと：十勝花子
- 田中：名川貞郎
- 井上：和久井節緒

第9話
- おでん屋のおやじ：高杉哲平

第10話
- 千代：飯田テル子
- お松：岡崎夏子

第11話
- 倉島：ジャイアント吉田

岩さんの息子。大阪暮らしで岩さんを老人ホームに入れると貫太郎に申し入れるも断られる。
第12話
- 母親：阿部光子
- 小学生：藤本正則

第13話
- 金子：みずのこうさく
- アーメッド：S・ウンガン

第14話
- 広沢きのえ：都家かつ江
- 広沢道彦：小島一慶（当時TBSアナウンサー）
- 中西：関田哲也
- 金子：茂木繁

第16話
- 柿沼ふみ子：津島恵子

きんの友人。花くまと見合いをし、第36回では行商をしに寺内家にやってくる。
第17話
- 松平先生：北見治一

第18話
- 魚徳：有賀十

第19話
- 進：河原崎次郎

第20話
- 田中：三遊亭楽松
- 服部：林家九蔵
- 中島：三遊亭朝治
- 田口：古今亭志ん三
- 三津田：山田圭介
- 竹中：石島房太郎

第21話
- 周平の友達：沖正夫、高見守栄

第22話
- 里子の友達：大鹿次代、簡野典子、塩沢とき
- マッサージ師：サンダー杉山、大前均、松崎真、堀江信介

第23話
- 直子：安田道代

第24話
- アベック：三都徹、新島慶子

第25話
- 泣いている女：りりィ
- 花嫁：山田よしこ

第27話
- 男：中村金太

第29話
- 沢田研二（特別出演）
- 声：松尾和子
- 税務署員：沢木順　　→　クレジットでは「税務所員」

第30話
- 樫村夫人：宝生あやこ

第31話
- 梅次：朝丘雪路
- よね勇：旭輝子
- おかみ：橋本菊子
- 大友：高杉哲平
- 豆腐屋客：豊島泰三

第32話
- 少年時代の貫太郎：都井健治
- 少年時代の花くま：高橋一成

第33話
- 竹中：二見忠男
- 森沢長吉：金田龍之介
- 霧雨で歌う客：和田浩治（ノンクレジット）

第34話
- 友子：小川みき

第35話
- 僧侶：田中小実昌
- 寿司屋：古今亭志ん三、柳家さん八、柳家さん次、柳家さん枝、五街道雲助、立川寸志、金原亭駒八、工藤聖一
- 夫婦：たこ八郎、井上靖子

第36話
- チエコの母：武智豊子
- 営業マン：肥土尚弘

第37話
- 霧雨で歌う客：和田浩治（ノンクレジット）

第38話
- 高島：矢野宏
- 越後屋：田辺城三

第39話
- 牧師：財津一郎（特別出演）
- ボブ佐久間

挿入歌
- 浅田美代子「しあわせの一番星」
作詞：安井かずみ　作曲・編曲：筒美京平
- 浅田美代子「虹の架け橋」
原案：柳生武彦　作詞：安井かずみ　作曲：都倉俊一　編曲：高田弘
- 小林亜星・いけだももこ「リンゴがひとつ」
作詞：阿久悠　作曲：小林亜星 編曲：渋谷毅

### 水曜劇場・寺内貫太郎一家2
放送期間
- 1975年4月16日-1975年11月5日　全30話

出演
- 寺内貫太郎：小林亜星

今作で54歳
- 寺内里子：加藤治子
- 寺内大助：谷隼人

寺内家の第1子で長男
1年半前、高校時代の悪友、大沢卓夫・君島祐二と共謀し唐島多江を3人でレイプしようと企て大助の部屋で実行。途中で気が変わり卓夫らをやめさせようとするも激しく抵抗する多江に瀬戸物の灰皿で殴られ失神。事実何もしなかったため収監されず強姦未遂で懲役10か月執行猶予2年の判決が出るが会社はクビになりやさぐれている。そのせいで節子の縁談も破談になった。それらにより激怒した貫太郎には口もきいてもらえなければ食卓も共にしてもらえない。でも何故か被害者の多江とその後付き合っていて、それを家族に知られたとき貫太郎には当然別れろと激怒され、鋏を持って殺してやると迫られたが長髪を切られるに留まった。イワさんのさりげない助言もあり、それを機に短髪にし、別れることは了承しなかったが貫太郎に頭を下げ家業を手伝うことになった。最終回では執行猶予期限が終わる日となるが、その日が来るまで耐え忍び真面目に家業に勤しみ、第16話で式を挙げた多江もおめでたとなり、その日を迎えた。実は第17話で断ったはずの石富提案の分店を実は貫太郎が頭金を払っていて、これを機にそちらにも舵を切ることになった。
- 寺内節子：風吹ジュン

寺内家の第2子で長女　23歳（前作梶芽衣子版の障害の設定はなくなったが年齢は同じ）見合い相手ヨシユキ とのまとまり掛けていた縁談が大助の一件で破談になる。第29話では最後のサービス（？）なのか入浴シーンがある。
- 寺内周平：西城秀樹（第1話～第4話 『第5・7話』 第14話～第16話、第28話、第30話【終】のみ出演　※『　』は声のみ　※※特記参照）

寺内家の第3子で次男（前作では長男だったが、家族構成の設定が変わったため）きんには何故か時々寺内と呼ばれる。
【特記】　第1話開始早々の亜星との乱闘シーンで、障子を壊す程度の予定が中庭まですっ飛び、その際付いた左手を骨折。その瞬間を見ていた亜星も加藤も芝居を忘れて一瞬固まった後に心配そうに歩み寄り、同時に悠木のリアルな「アラアラ！大丈夫～！？」の声が上がったところでカット。その後西城が中庭から反撃してくるシーンからは腕組みをするような格好が目立ち、よく見ると長袖内の左腕肘上部までギプスで固められているせいで右手だけ伸ばして応戦し、間に里子が密着して止める体で西城の左腕をひたすら守りつつ隠していた。その後は撮影順の関係でギプスをしたり取れたりしていたが、第2話は前半の食卓シーンから左手を吊っていて骨折ありきの撮影になっていた。その原因は事実である親子喧嘩ではなくサッカーでのタックルによるものだと家族の会話内でミヨコが言っていた。第4話では電話出演（第5・7話のクレジットには「周平の声／西城秀樹」となっている）に留まり、その際貫太郎が勉強と腕直しに行ってるんだろうと言い、リハビリなのか合宿講習なのか判り辛い設定になった。第5話のミヨコとエミ子の会話で長野に行っていることが判明。サッカーでタックルをした設定の吉岡の別荘がそこにあり、挫きなどに効く温泉があるということで治療と勉強を兼ねて行っているとミヨコが説明した。第8話～第13話までは一旦クレジットから完全に消えた。第14話エンディングシーンまで休演したが、長野から帰宅しギプスも取れたその登場時には半袖の左腕で髪をかき上げ全快をアピールした。そのエンディング後にはレギュラー全員が揃い、真ん中の貫太郎が大助を指差し「This is my son」と言い、すかさず周平を指差し「This is my son」と言って全員で「ワッ！」と言って終わっているが、わざわざそのシーンを撮って放送したことは、おそらく「西城は怪我によりクレジットからも消えて休んでいたが、それは噂になっていた降板ではなく、これからも貫太郎の息子として出演します。」ということを暗示していた。しかし第15・16話はクレジットにも名が記され出演を果たしたが、17話以降又も出演もクレジットも無くなり復帰を喜んだファンを大きく失望させた。第14話以前のような休演のドラマ的裏付けもなく、普段通りに第28話で復帰したのも視聴者はあっけにとられたが、もはや25mプールを全レギュラーが自由形で50m泳いでいる中、秀樹だけはスタートとターンとゴールしか姿を見せずに一人だけ潜水しているかのような出る出る詐欺のような格好になってしまった。そんな中、第29話ではまたも出ず、さすがに最終回の第30話にはどうにか出演を果たすということになった。ストーリーとしては他のレギュラーの好演で遜色なかったが、大きな色を失ったことも事実の大きな事故だった。
- 寺内きん：悠木千帆　74歳[注釈 9]（クレジットの表示順は出演者の最初の方と最後の方とでまちまちだった）

このシリーズでは基本的に「ジュ～リィ～」はやらなくなったが、第8話ではミヨコに前作で掛けていたポスターをいきなり下げられるとついつい条件反射でやってしまい、最終回ではエンディング後に視聴者サービスでもやってみせた。
- 相馬ミヨコ（ミヨちゃん）：浅田美代子

最終回ではきんとの度重なるケンカで限界点を超え、辞めさせてもらうと言ったがそれは伏線があった。第29話のきんも知る地元新潟の役場勤務だった高齢の樋口清 氏に入院なら独り身で大変だから、自分がお世話できるため東京の東大病院にしたらどうかとミヨコが勧めた。それはミヨコの母が亡くなった時の世話や人生相談も乗ってもらい、一番にはきんにミヨコの紹介状を送ってくれた恩人であることから。そのミヨコの献身ぶりから養女として縁組したいと（来春にはせんだみつお似の人との縁談の話もある）なったため、その世話に家族的な生きがいも感じて受け入れる決断をしたが、それは石貫を辞めて帰郷しないとならないことを寺内家のみんなに言い出せないままの芝居だった。送別の席では大好きなきんに（凄い置き土産もした）飛びつき号泣。みんなに上野駅で見送られる予定だったが、別れが辛いため置手紙を残し1便前の特急で黙って旅立った。
- 倉島岩次郎（イワさん）：伴淳三郎（第11・12話、第23～25話はクレジットも無く出演無し）

最終回ではいつのまにか大助（まだ半人前であるため）と多江の狭山分店に一緒に行くことになっている。
- 榊原為光（タメさん）：左とん平

第20話で背中にうっすらと消え残った刺青があることが判明した。
- 花くま：由利徹

随所に笑いを散りばめていたが、最終回の伊作・トミコ親子旅立ちのしんみりしたシーン後にも「おしゃまんべ」をやっていた
- テツ：白鳥哲

「石貫」の夜学生バイト（第2話～）　花くまの紹介。がっちりしているという話だったが細身の色男で全然違うが採用される。クレジットには最終回まで「（新人）」と付記
- 唐島多江：池波志乃（クレジットは「多江」だけの場合とまちまち）

大助の元被害者で現恋人（事件シーンでは明瞭に顔が映っていない）
大助らから被害を受けた後、居づらくなった信用金庫を辞めたこともあり、新たな勤め先とアパートを貫太郎に保障されている。それにもかかわらず隠れて交際中というむちゃくちゃな存在で普通のカップルのように本名を名乗り大助宛に電話をしてくる始末。きんからその電話を代わった周平に感づかれ交際が発覚する。第4話で直接勤め先を訪れた周平におかしくなった家族が少しずつ良くなってきているのでもう電話もかけずに兄と別れてくれと強く願われる。その際、身寄りもないことからもう死のうと思ったが、その前に何故だか大助に会いたくなり、特に話もなかったがそばにいるだけでもう少し生きようと思えたことを周平に泣きながらぶつけた。しかし後に恒久的に寺内家の問題として家族不仲の種になるならば、ひっそりと消えようと考えだす。そのため貫太郎が紹介したサンダル屋の岡兄弟商会を辞め、アパートを引き払い人知れぬ町でウエイトレスでもして生きる決意をしたことを第10話の自身が患った盲腸での退院時に病室に訪れたきんを清掃員と勘違いしてつい苦しさから吐露する。なので大助と里子が退院の補助に来る前に全てを清算し消えようとしたが、きんの機転で時間稼ぎをされ大助らと鉢合わせになり、きんから多江の思いが語られた。その後寺内家を訪れ、大助が罪滅ぼしではなく多江が好きで一生付き合っていきたいから家族の縁を切ってくれと貫太郎に土下座して願ったが、貫太郎は縁を切っても子を思う親の気持ちは変わらず、体を切れば互いに同じ血が出るんだと一発食らわせた大助に言い、縁切りは認められずも二人がそこまでの思いならと正式交際を貫太郎以下全てに認められるに至った。第15話でイワさんときんの半ば強引な仕掛けにより、第16話では結婚式を執り行い寺内家の一員となった。多くの障害があった禁断の恋を実らせ結婚し、世間の冷たい目や声に耐え忍び、大助の執行猶予が明ける最終話までには妊娠もし、幸せをしっかりと掴んだ。
- たちばな[注釈 11] りつ：緋多景子

噂話が大好きなイワ・タメ・テツの住むアパートの管理人
- 桃子：いけだももこ

周平の彼女
- エミ子：小川美希

ミヨコの同郷の友人
- トミコ：今陽子

居酒屋「花ちょうちん」のおかみ
最終回では店を畳み、出所した夫の実家のある北海道の旭川西部へ行くことになった。
- 伊作：坊屋三郎

居酒屋「花ちょうちん」の主人でトミコの父親
最終回でトミコ夫婦と同居を望まれ、亡くなった妻の墓守から拒むが、常連客との会話で旭川行きを決意。
- 品川巻次郎：上村一夫（クレジットは第1・2話「巻次郎」第3話から「品川巻」）　※ヒット作「同棲時代」などの漫画家

居酒屋「花ちょうちん」の常連客
第25話では即興で花くまへ無心に来た色っぽい鈴子の横顔を描き、第29話では徳さんに代わって「北へ帰ろう」を弾き語った。
- ヘンな流し（徳さん）：徳久広司（第1話～第12話、第14・15話はノンクレジット）

居酒屋「花ちょうちん」店内や店外～石貫辺りの町内で、毎話ではないが「北へ帰ろう」を歌う流し（第29話では品川に店内で歌われたが、店外で聴いていて最後にお辞儀をしたのち街を闊歩して自分も歌った）
ゲスト
- 大沢卓夫：みずのこうさく（第1話：大助の悪友で集団婦女暴行事件主犯格の一人[注釈 12]）
- 君島祐二：嵐堪忍（第1話：大助の悪友で集団婦女暴行事件主犯格の一人[注釈 12]）
- 水原夫人：桜むつ子（第1話：大助の一件で節子の見合い相手ヨシユキとの破談を伝えに来た世話焼き）
- ダウン・タウン・ブギウギ・バンド（第2話：周平の友人　何故かスモーキン・ブギをフルコーラスで歌った。しかも宇崎・新井・和田の3名は悠木に股間を触られ、最後は西城も触られた）
- 皆川：高見守栄（第3・8・16話：多江が務める岡兄弟商会の重役。[注釈 13] 第16話はノンクレジット）
- 鈴木刑事：坂上二郎（第4話：特別出演）
- 岩がん太（第4話：警官）
- 畠山麦（第5話：小宮クリーニング屋）
- 神島四郎：垂水五郎（第7話：貫太郎の学友）
- 小倉祐吉：春風亭柳昇（第7話：貫太郎の学友）
- 庄司勝次：柳沢真一（第7話：貫太郎の学友）
- 望月健造：阿部昇二（第7話：貫太郎の学友）
- 工藤聖一（第9話他：豆腐屋、そば屋など地域のさまざまなちょい役の人を兼任）
- 今泉：牟田悌三（第8話：石貫の一見客）
- 松崎リサ（第8話：石貫前の通行人）
- 倉持和江：ちあきなおみ（第9話：多江の相部屋の入院患者）
- 梅本シマ：高橋とよ（第10話：出稽古に寺内家まで訪れた日本舞踊58年の大ベテラン）
- 伊東：佐藤耀子（第10話：多江が入院した病棟の看護師）
- 松平先生：北見治一（第12・27話：前作でも登場したハイトーンボイスが特徴の往診に来た医者）
- 岡本茉利（第12話：節子の友達）
- 山本梢（第12話：節子の友達）
- 保田裕子（第12話：節子の友達）
- 岸本：土屋努（第13話：タメの中学時代の友達）
- 戸田：椎谷建治（第14話：不良高校生のリーダー格）
- 轟二郎（第14話：不良高校生） - ノンクレジット（旧芸名が「風戸祐二」ならば本名の「三浦」役でのクレジットあり）
- 鈴木亜希（第14話：不良高校生に絡まれる女子高校生）
- 井上：山田禅二（第14話：石貫に来店の客）
- 佐々木一哲（第15話：4人で婚礼家具を運んできた運送屋のリーダー格）
- 石富夫人：近松麗江（第15話：貫太郎が頼んだ縁談話を持って来た同業者の妻）
- 風山栄雄（第16話：昭和50年7月30日、大助と多江の神前式を執り行った神官[注釈 14]）
- 小倉久美子（第16話：巫女[注釈 15]）
- 佐古岡寿美恵（第16話：巫女[注釈 15]
- 石富：金井大（第17話：狭山近郊で大助に支店を持たせる提案に訪れた貫太郎の同業者）
- 孝次：大口広司（第18話：上野駅の伝言板をきんに勝手に消され、何故か一緒にテニスコートに行った青年）
- 後田英五郎：植村謙二郎（第20話：タメが50万負けた博打の胴元である親分）
- 石の森松：沖田駿一（第20話：後田の組の若い衆でタメの取り立てに石貫まで来た）
- 玉木さん：ボブ・佐久間（第21話：ピアノの音が聴こえる石貫裏の住人）※劇中のピアノ音もボブが奏でていると思われるが本人は登場しない
- 犬塚修吉：大宮敏充（第22話：元刑事　48年前、きんは夫に愛人を作られ、姑に逆に責められた時、自暴自棄で丸越デパートで万引き。その際、無罪放免にしてくれた恩人。しかしあろうことかそれをネタにきんへたかりに来た）
- 久保田：冷泉公裕（第22話：雑誌クリーンライフの編集者　2代目特集で大助を取材という事だったが実は事件の…）
- 高野正雄（第22話：雑誌クリーンライフのカメラマン　※ムー一族の赤兵衛での出演でおなじみ）
- 野村先生：岸部修三（第24話：節子とミヨコが通い始めた野村フランス料理教室の三男でいろいろと誤解されたが節子に縁談話を持って来た）
- 鈴子：絵沢萠子（第25話：花くまが入れ込んだことで騙して金を吸い上げた池之端の小料理屋のママ）
- 米沢：依田英助（第26話：冷やかしで石貫を訪れた関西弁でガラの悪い男）
- 宮寺康夫（第26話：墓地で小学生にスケッチをさせていた先生）
- 渡辺徹（第28話：貫太郎の妄想した未来の孫[注釈 16]） - ノンクレジット
- 新藤サチ子（旧姓林）：海老名美どり（第29話：父が貫太郎と同級生[注釈 17] でもある甘味屋の娘で節子の同級生。妊婦でしんどいため同窓会幹事の交代を求めてきた）
- 高見守栄（第30話【終】：郵便屋[注釈 18]）

挿入歌
- 徳久広司「北へ帰ろう」（全話：第8話ではエンディング後に石貫前でPV風に歌唱。以降劇中に毎週のように登場）
作詞・作曲：徳久広司 編曲：小林亜星
- 風吹ジュン「23才」[注釈 19]（第1話～第12話）
作詞：安井かずみ 作曲・編曲：三木たかし
- 白鳥哲「ひとりだち」（第14話～第23話、第25・27・28話）
作詞：松本隆 作曲：吉田拓郎　編曲：あかのたちお
- ダウン・タウン・ブギウギ・バンド「スモーキン・ブギ」（第2話）
作詞：新井武士 作曲：宇崎竜童
- 井上陽水「夢の中へ」（第7話：ミヨコが自室で聴いたレコード）
作詞・作曲：井上陽水　編曲：星勝

### 新・寺内貫太郎一家
放送時間
- 1991年11月25日 21:00-22:54

出演
- 寺内貫太郎：小林亜星
- 寺内里子：加藤治子[注釈 20]（妻）
- 静江：いしだあゆみ[注釈 20]（長女）
- かな子：風吹ジュン[注釈 20]（次女）
- 寺内順平：柳葉敏郎（長男）
- みっちゃん：三浦理恵子（福島出身のお手伝い）
- 日下良介：岩城滉一（静江の夫） - 友情出演
- 日下トオル：反田孝幸（良介の連れ子）
- マツオ：段田安則（かな子の夫）
- 緋多景子（マツオの母）
- 小峰幸：相楽晴子（順平の元カノで福島出身のホステスで女優の卵）
- 向原奈美子：菜木のり子（順平の会社の部長の娘）
- 花くま：由利徹
- タメさん：左とん平
- 岩さん：今福将雄（この役を担ってきた伴淳三郎も向田邦子同様に没後10年だった）
- アキオ：志甫啓太（富山出身の石貫従業員）
- ミヨちゃん[注釈 21]：浅田美代子
- 桜井センリ（東禅寺の住職）
- 石倉三郎（居酒屋べらんめえの店主）
- 吉井丈絵（居酒屋べらんめえの今どきの従業員）
- 及川ヒロオ（警官）
- 鷲尾真知子（看護師）
- 徳久広司（流し）

挿入歌
- 徳久広司「北へ帰ろう」
作詞・作曲：徳久広司 編曲：小林亜星

### 寺内貫太郎一家98秋
放送時間
- 1998年9月24日（木曜日） 21:00-22:54

出演
- 寺内貫太郎：小林亜星
- 寺内里子：加藤治子
- 寺内周平：西城秀樹
- 寺内きん：樹木希林
- 河内ミヨ子：浅田美代子
- 大滝昇：城島茂
- 森公美子
- 髙田次郎
- 近田春夫
- 桜井センリ
- 瀬戸摩純
- 富岡美智子
- 河内美鈴 : 竹内結子
- 浅野和之

### 寺内貫太郎一家2000
放送時間
- 2000年9月22日 20:00-21:54

出演
- 寺内貫太郎：小林亜星（「新」とは変わってまたも豪快に暴れまわる）
- 寺内里子：加藤治子
- 寺内周平：西城秀樹（第1子の長男。まだ独身の雇われ歯科医。親子喧嘩を機に八丁堀[注釈 22] で独り暮らしを始める）
- 寺内静江：大塚寧々（第2子で長女。破談後佐伯と急接近する）
- 寺内きん：樹木希林（沢田研二のポスターが無いのに、なんでそこで？という場面で「ジュ～リィ～[注釈 3]」をやった）
- 相馬ミヨ子：浅田美代子（今作ではまた独身に戻っている）
- イワ：名古屋章
- タメ：小倉久寛（ムーでの左とん平が記憶で語った島崎藤村の初恋シーンを再現した）
- 俊介：加藤晴彦（石貫の従業員。短気で喧嘩っ早く、貫太郎にも物言う今どきの金髪の若者）
- 金田[注釈 23]：梅津栄（金田長介工務店の棟梁で静江の縁談が破談になったと伝えに来たが…）
- 佐伯：ラサール石井（水虫を患っているのが特徴のバツイチで周平の大学の落研の後輩）
- 有福正志（氏子総代会総務。物腰が女性っぽい）
- 村杉蝉之介（金田長介工務店の若い衆。神社でしのぶに絡んで俊介と大喧嘩をする）
- しのぶ：金久美子（小料理屋「をんな坂」の女将）
- 石橋：庄司永建（神社の氏子総代）
- 津久井啓太[注釈 24]（豆腐屋）

挿入歌
- 浅田美代子「しあわせの一番星」
作詞：安井かずみ　作曲・編曲：筒美京平

### 舞台公演
- 1999年／新橋演舞場

## オールスタッフ
- 原作・脚本：向田邦子
- 脚本：向田邦子、金子成人、福田陽一郎、林紫乃
- プロデューサー：久世光彦、宮田吉雄（TBS）、三浦寛二（KANOX）、太田登（KANOX）、岡田裕克（TBS）
- 演出：久世光彦、浅生憲章、宮田吉雄、服部晴治、山泉脩、峰岸進、竹之下寛次、秋山征夫、鴨下信一
- 音楽：井上堯之、大野克夫　編曲：ボブ佐久間　主題歌 井上堯之バンド「寺内貫太郎一家のテーマ」 作曲：大野克夫
- 題字・タイトル画：山藤章二（寺内貫太郎一家、寺内貫太郎一家2000） 、横尾忠則（新・寺内貫太郎一家）
- タイトルデザイン：横尾忠則（寺内貫太郎一家）、上村一夫（寺内貫太郎一家2）
- 技闘：国井正広
- その他：劇団いろは、芸プロ、若駒、綜芸企画・セントラル子供劇団他
- 制作著作：TBS
- 「新・寺内貫太郎一家」以降の制作表記：KANOX・TBS

## エピソード
脚本を執筆した向田邦子は当時多かったひらがなの軽いドラマタイトルに反して、「四角ばって漢字の多い（中略）左右対称で末広がりに落ちついた」タイトルを望んでいた。しかし『寺内貫太郎一家』はやくざ一家の物語のようなタイトルである、墓石屋は縁起が悪い、親の過失で身体障害者となった娘という設定はまずい、主役の小林亜星は演技経験がない、など諸方面から反対意見が出ていた。また、向田自身も自分の父親をモデルにした貫太郎役に当時髪を伸ばしていた小林を起用することに大変難色を示した。プロデューサーの久世光彦は、同局の下にある床屋で小林の髪を坊主にして、黒い丸縁めがね、印半纏、裁付袴、毛糸の腹巻、水天宮の守り札を身に着けさせて向田にひき合わせたところ、ようやく向田は納得して起用に承諾した。このときから小林は「タレント作曲家」と呼ばれるようになる。また本人の話では、当時太っている俳優は少なく、最初に若山富三郎、次にザ・ドリフターズの高木ブーに出演依頼したが共に多忙で断られ、その中で小林に白羽の矢が立った。
1975年4月3日、赤坂のスタジオでの番組収録中に貫太郎役の小林亜星が次男役の西城秀樹を突き飛ばすシーンで勢いよく突き飛ばしたところ、秀樹が釘の付いた板に手を突いて大怪我をしてしまい救急車が呼ばれた。この件以降2人は心が通い合って本当の親子喧嘩のようにお互いに演技できるようになったという。また、小林が収録終了後に赤坂へ飲みに行くぞと誘っても加藤治子らは（撮影場所の緑山から）今から赤坂ですかと呆れ早々と帰るなか唯一飲み仲間として付いてきてくれるのが西城だった。
後に亜星がアニメ『∀ガンダム』（フジテレビ）の主題歌『ターンAターン』を担当した際、歌手として秀樹を指名（この時期、ちょうど秀樹がレコード会社との契約が切れていた“空白の時期”であり、起用しやすかったという点もある）し、作曲者と歌手という形ながら、久々にコンビの復活となった。
『新・寺内貫太郎一家』のみ、寺内きんは既に亡くなった設定になっている。1979年、久世の女性問題を樹木がドラマ「ムー一族」の打ち上げパーティーにおけるスピーチで明かしたことから、一大スキャンダルに発展して以降、1996年放送のドラマ「坊ちゃんちゃん」まで距離を置いた状態にあったためである。

## ネット局について
- 関西地区では、第1シリーズのみ朝日放送（ABC）にネットされていたが、東京 - 大阪間の腸捻転解消によるネットチェンジで第2シリーズから毎日放送（MBS）で放送された。

- 福島県では、第1・第2シリーズは福島テレビ（FTV。当時はJNNとFNSのクロスネットで現在はFNSフルネット局）にネットされていたが、1991年に放送された「新・寺内貫太郎一家」以降のシリーズはテレビユー福島（TUF。1983年にJNN系列局として開局）で放送された。

- 当時TBS系列局がなかった愛媛県では、第1・第2シリーズは南海放送（RNB。NNS系列局）で系列外ながら同時ネットで放送されていたが、1998年に放送された「寺内貫太郎一家98秋」以降のシリーズはあいテレビ（itv。1992年にJNN系列局として開局）で放送された。

- 現在もTBS系列局がない秋田県では、第1・第2シリーズ共、秋田テレビ（AKT。FNSフルネット局）で、水曜 22:00 - 22:54に時差ネットで放送されていた。

- 現在もTBS系列局がない福井県では、第1・第2シリーズ共、福井テレビ（FTB。FNSフルネット局）で、水曜 22:00 - 22:54に時差ネットで放送されていた[11]。

- 現在もTBS系列局がない徳島県では、第1・第2シリーズ共、四国放送（JRT。NNS系列局）で、土曜 22:00 - 22:54に時差ネットで放送されていた。

- 当時TBS系列局がなかった山形県では、第1・第2シリーズは山形テレビ（YTS。第1シリーズ放送時はFNS系列局、第2シリーズ放送時はFNSとANNのクロスネット局。現在はANNフルネット局）で、水曜 22:00 - 22:54に時差ネットで放送されていたが、1991年に放送された「新・寺内貫太郎一家」以降のシリーズはテレビユー山形（TUY。1989年にJNN系列局として開局）で同時ネットで放送された。

- 当時TBS系列局がなかった富山県では、第1・第2シリーズは富山テレビ（T34〈現・BBT〉。FNSフルネット局）で、水曜 22:00 - 22:54に時差ネットで放送されていたが[11]、1991年に放送された「新・寺内貫太郎一家」以降のシリーズはチューリップテレビ（TUT。1990年にJNN系列局として開局）で同時ネットで放送された。

## DVD
- BOX 第1弾（2006年2月24日）：水曜劇場「寺内貫太郎一家」第1話-第12話
- BOX 第2弾（2006年3月24日）：水曜劇場「寺内貫太郎一家」第13話-第24話
- BOX 第3弾（2006年4月28日）：水曜劇場「寺内貫太郎一家」第25話-第39話
- BOX 第4弾（2006年11月22日）：水曜劇場「寺内貫太郎一家2」第1話-第15話
- BOX 第5弾（2006年12月20日）：水曜劇場「寺内貫太郎一家2」第16話-第30話

## 追悼特番
2006年3月2日、このドラマの演出・プロデュースを手掛けた久世光彦が急死した。TBSでは同年3月13日21:00 - 22:54に久世の追悼特別番組として、『久世光彦追悼特別企画・寺内貫太郎一家傑作選』を放送（通常の『月曜ミステリー劇場』の枠）。特番では、『寺内貫太郎一家』（1974年）の第1回と最終回を再放送。スタジオには小林亜星、樹木希林が出演し、在りし日の久世を偲んだ。司会進行は三雲孝江が務めた。

## パロディー・同作を引用
- 「成恵の世界」8巻57話目にて。
- 「第12回新春スターかくし芸大会」1975年放送の西軍の出し物として、「寺内ガン太郎一家」として放送。主人公・ガン太郎は貫太郎とは対照的に、ガリガリで情けないキャラになっている。～いかりや長介＝ガン太郎、梓みちよ＝里子、野口五郎＝周平、南沙織＝ミヨ子、前川清＝きん、内山田洋とクール・ファイブ（前川を除く）＝風呂屋の客、欧陽菲菲＝お涼、沢田研二＝ポスターのモデル（きんが「ジュリ～」と叫ぶと、ポスター内の沢田が吐き気を催すというギャグ）、ナレーター＝岸部シロー
- 「オレたちひょうきん族」-「寺内チン太郎一家」 ビートたけし=チン太郎
- 「とんねるずのみなさんのおかげです」 - 「寺内貫太郎一家 ふたたび」 石橋貴明＝貫太郎、木梨憲武＝周平、研ナオコ＝きん、南野陽子=ミヨ子
- 「邦ちゃんのやまだかつてないテレビ」～渡辺徹＝貫太郎、山田邦子＝きん、中山秀征＝周平
- 「ダウンタウンのガキの使いやあらへんで大晦日年越しSP『絶対に笑ってはいけない地球防衛軍24時』」～マツコ・デラックス=貫太郎[注釈 26]
- おまかせ! ピース電器店 - 短髪・メガネ・肥満体ですぐ手が出る短気な職人気質の電気技術屋・ピース貫太郎が、主人公・ピース健太郎の父親。
- 「ヤンマーファミリーアワー 飛べ!孫悟空」 - 第11話「石の怪物地蔵大王」にて、本作の貫太郎役の小林が「地蔵大王」という妖怪キャラでゲスト出演。「石貫」という半纏をつけた貫太郎そのままな容姿だった。劇中でカトー（加藤茶）にも「貫太郎だ」と言われていた。